# Oscar Hammerstein II
Oscar Greeley Clendenning Hammerstein (New York, 12 juli 1895 – Doylestown, 23 augustus 1960) was een Amerikaans componist en librettist. Later nam hij de "II" aan, om verwarring te voorkomen met zijn grootvader, de impresario Oscar Hammerstein. Samen met Richard Rodgers vormde hij een zeer succesvol team, dat in de jaren veertig en vijftig verscheidene Broadway-musicals componeerde.
Oscar Hammerstein is de zoon van William Hammerstein, een bekend vaudevilleproducer (William Hammerstein wordt beschouwd als de geestelijk vader van de bekende taart-in-het-gezicht-routine) en de kleinzoon van Oscar Hammerstein "I", een in zijn tijd beroemde theaterbouwer en -impresario.
Hammerstein studeerde eerst rechten aan de Columbia-universiteit voordat hij het theater inging. In de jaren twintig schreef hij samen met Otto Harbach liedjes voor verscheidene musicals. Ook ging hij samenwerkingen aan met andere componisten en tekstschrijvers, onder wie Jerome Kern. Met Kern schreef hij de succesvolle musical Showboat uit 1927.
Zijn grootste successen had hij na 1943, toen hij ging samenwerken met Richard Rodgers. Deze samenwerking begon nadat Rodgers' eerste partner, Lorenz Hart, uitviel wegens een alcoholverslaving, waaraan deze later dat jaar zou sterven. Rodgers en Hammersteins eerste succes was de musical Oklahoma!. Ze zouden nog meer succesvolle musicals componeren, waaronder Carousel (1945), South Pacific (1949), The King and I (1951) en The Sound of Music (1959). Hammerstein produceerde ook veel van deze musicals. Een enkele keer was hij ook de producent van musicals die niet van zijn hand zijn, zoals Annie Get Your Gun.
Op 23 augustus 1960 stierf Hammerstein in Doylestown, Pennsylvania aan kanker. Hij was 65 jaar oud. Het laatste nummer dat hij schreef was Edelweiss voor The Sound of Music.
- Bibsys: 90571088
- Biblioteca Nacional de España: XX1057664
- Bibliothèque nationale de France: cb13894931j (data)
- Catàleg d'autoritats de noms i títols de Catalunya: 981058518249206706
- CiNii: DA05276290
- Digitale Bibliotheek voor de Nederlandse Letteren: hamm020
- Gemeinsame Normdatei: 11872018X
- International Standard Name Identifier: 0000 0001 1735 8007
- Library of Congress Control Number: n50020012
- Nationale Bibliotheek van Letland: 000058083
- MusicBrainz: a383f062-e527-4a57-98b0-9205b2f8f171
- Bibliotheek van het Japanse parlement: 001152149
- Nationale Bibliotheek van Tsjechië: jo2003163203
- Nationale bibliotheek van Australië: 35217377
- Nationale Bibliotheek van Israël: 987007262225205171
- Nationale Bibliotheek van Polen: a0000001253400
- Nationale en Universitaire bibliotheek Zagreb: 000068663
- Nederlandse Thesaurus van Auteursnamen: 07057426X
- Réseau des bibliothèques de Suisse occidentale: 02-A012370026
- Istituto Centrale per il Catalogo Unico: UBOV947951
- LIBRIS: 253652
- SNAC: w6vf7qf7
- Système universitaire de documentation: 070202877
- Trove: 869608
- Virtual International Authority File: 196386
- WorldCat: E39PBJcKJMJGFXrtXDYQyGQQbd